# شهرستان الیگنی (ویرجینیا)
شهرستان الیگنی، ویرجینیا (به انگلیسی: Alleghany County, Virginia) یک سکونتگاه مسکونی در ایالات متحده آمریکا است که در ویرجینیا واقع شده‌است.

## خصوصیات
شهرستان الیگنی ۱٬۱۶۲٫۹۱ کیلومترمربع مساحت دارد.